# Anda Adam
Anda Adam (Bucarest, 27 de abril de 1980) es una cantante rumana.

## Trayectoria

### Inicios
Adam se inició en el mundo del espectáculo a los 17 años de edad. Comenzó a cantar con su primera banda llamada RACLA y su sencillo «Nu Ma Uita» (No me olvides en castellano), fue un éxito nacional.
Junto con el compositor Marius Moga obtuvo su máximo éxito en un álbum en solitario llamado «Confidential», que tuvo un fuerte impacto con los medios de comunicación. Fue un éxito instantáneo, seguido por la canción, «Ajutor».
«Nai, Nai», del mismo álbum, trae una nueva canción, esta vez con Bishop, siendo una de las canciones favoritas de ese entonces, consiguiendo ser transmitida en todas las estaciones de radio. «Ochii Mei» tiene un video muy pegadizo producido por Iulian Moga. Como resultado de este trabajo, Anda Adam ganó un disco de oro y un disco de platino por las ventas. Su participación en «Dancing with the Stars» reveló sus habilidades como bailarina.

### Media Pro Music
En diciembre del 2008 comienza a colaborar con la compañía de discos Media Pro Music. En enero de 2009 Anda dio a conocer un nuevo álbum, «Queen of Hearts», con diez canciones pop-dance y R & B, en rumano y en inglés.
«Punani», primer sencillo de este álbum, tiene un vídeo donde Anda, además de sus cualidades vocales, demuestra habilidad como bailarina junto a Deenice, uno de los bailarines de Mariah Carey, quien viajó desde Alemania para ser parte del vídeo de Anda.
La canción más representativa del álbum «Reina de Corazones» es «Alma mía», siendo una de las canciones más reproducidas en las estaciones de radio en aquella época.

### Contrato con Roton
En 2010, lanza el sencillo «Love on You», una combinación de dance/club con un estilo oriental, y un cambio importante en la carrera musical de Anda también. Número 1 en las listas de radio de todo el mundo, «My Love on You» se remixea por famosos DJ de varios países como Suiza, España, Turquía, Serbia, Estados Unidos y Egipto, entre otros.
A finales de 2010, Anda Adam firma con la compañía Roton. Para completar su éxito, Anda lanza los sencillos «Cadillac», «Show Me» y «Trust» y obtiene la posición #1 en listas de radio internacionales en unas pocas semanas después de su lanzamiento. «Feel», el siguiente sencillo en 2011 tiene el potencial de la canción de verano (en Europa). «PAnda MAdam» es el último lanzamiento de Anda.

## Discografía
Álbumes de estudio
- Doar cu tine (2003)[12]
- Confidential (2005)[13]
- Queen of Hearts (2009)

Sencillos
- Love on You (2010):
  - Love on you (Radio Edit)
  - Love on you (Extended Mix)
  - Love on you (Zrecords Club Remix)
  - Love on you (Pat Farrell Remix)
  - Love on you (DJ A.Sen & DJ AshishB Remix)
  - Love on you (Mert Hakan remix)
  - Love on you (Ian Sanchez, David Anguix and Jacobo Martin Remix)
  - Love on you (DJ Pantelis Remix)
  - Love on you (Ghony & Aslam's Club Mix)
  - Love on you (DJ TayNa & Chris Ferres Remix)
- Cadillac (2010):
  - Cadillac (Remix by ZoZo)
  - Cadillac (Ian Sanchez, David Anguix and Jacobo Martin Remix)
  - Cadillac (Angel Martin Remix)
- Show Me (con DDY)(2010):
  - Show Me (Hornung & Frederix Remixo)
  - Show Me (Julyan Dubson & K-Liv Remix)
  - Show Me (DJ Lijo's Remix)
  - Show Me (Pat Farrell Remix)
  - Show Me (Ian Sanchez, David Anguix and Jacobo Martin Remix)
- Feel (2011):
  - Feel (Radio Edit)
  - Feel (Extended Version)
  - Feel (Dirty Dutch House Official) Remix by ALIGEE

## Premios
Anda Adam ha recibido muchos premios:
- 2005 - Nominada a la mejor voz femenina de MTV[14]
(ft. Marijuana)
- 2006 - Disco de oro y platino por las ventas
- 2007 - Nominada a la mejor voz femenina de RMA
- 2009 - Ganadora del premio Mejor Espectáculo del artista de CRT
- 2010 - Finalista del Concurso Nacional de Eurovisión
- 2010 - Ganadora de la Mejor Intérprete del Año de RMA
- 2011 - Ganadora del Best Dance Music Awards (Reino Unido) por la realización de «It Ride» con Jay Sean en su concierto en Bucarest.